# ヴァールミーキ
ヴァールミーキ（वाल्मीकि, Vālmīki）は、古代インド神話の聖仙、詩聖。古代インドの大長編叙事詩『ラーマーヤナ』の編纂者として知られる。

## 生涯
出生年は紀元前500年ころから紀元前100年ころまでの約400年の間のいずれかに生まれたと考えられている。生涯については全く分かっていない。
ヒンドゥー教の神話と古代英雄コーサラ国のラーマ王子の伝説から、叙事詩『ラーマーヤナ』を編纂した。同作品の登場人物の一人でもある。

### 通説
彼は王家に生まれたが、まもなく幼子の時に森に捨てられる。そこにたまたまいた盗賊たちは彼を拾い上げ、名を与えたうえ育てた。それから幾多の年月を経て青年になっていた彼は一人前の盗賊として活躍し、道行く人々を襲い身ぐるみをはいでいた。ある日、偶然にも森林をさまよい小径を通りかかった聖仙ナーラダを彼は見つけいつものような調子で襲おうとするも却りて諭され、問いからついに人生の真実を理解し始め、ナーラダに許しを請う。それからナーラダからあまねく垂教を受け、わがみをおもい瞑想にふけ続ける。いつしか彼のまわりを蟻の巣の丘が覆っていた。そのことからサンスクリット語で蟻の丘を意味するヴァールミーキと呼ばれるようになった。